# Bos van Stambruges
Het Bos van Stambruges (Frans: Forêt (indivisée) de Stambruges of Bois de Stambruges) is een bos- en natuurgebied in het Natuurpark Scheldevlakten in de gemeentes Beloeil, Saint-Ghislain en Bernissart in de provincie Henegouwen in Wallonië. Het bos van 475 hectare is erkend als 'Site de Grand Intérêt Biologique' (SGIB2495) door het Waals Gewest. Tot de jaren 80 was het bos eigendom van de adellijke familie De Ligne; het bosgebied loopt door tot aan het kasteel van Beloeil. Het bos is Europees beschermd als onderdeel van Natura 2000-gebied 'Bord nord du bassin de la Haine' (Noordrand van het Henebekken (BE32012). Aan de rand van het bos ligt de zandverstuiving van het natuurreservaat 'Mer de Sable'. In het bos van Stambruges ligt 'la Fontaine bouillante', de borrelende bron waar volgens de legende een maîtresse van de Prins De Ligne verdronk met haar koets en de bemanning van de koets tracht boven te komen. In werkelijkheid gaat het om bronwater dat opborrelt door een scheur in de aarde.

## Fauna en flora
Het bos is voornamelijk een loofbos met beuk en eik. In het bos van Stambruges leven onder andere boomvalk, nachtzwaluw, buizerd, das, ree. In de heide- en veenrestanten van het natuurreservaat 'Mer de Sable' komt struikhei en zonnedauw voor.

## Afbeeldingen

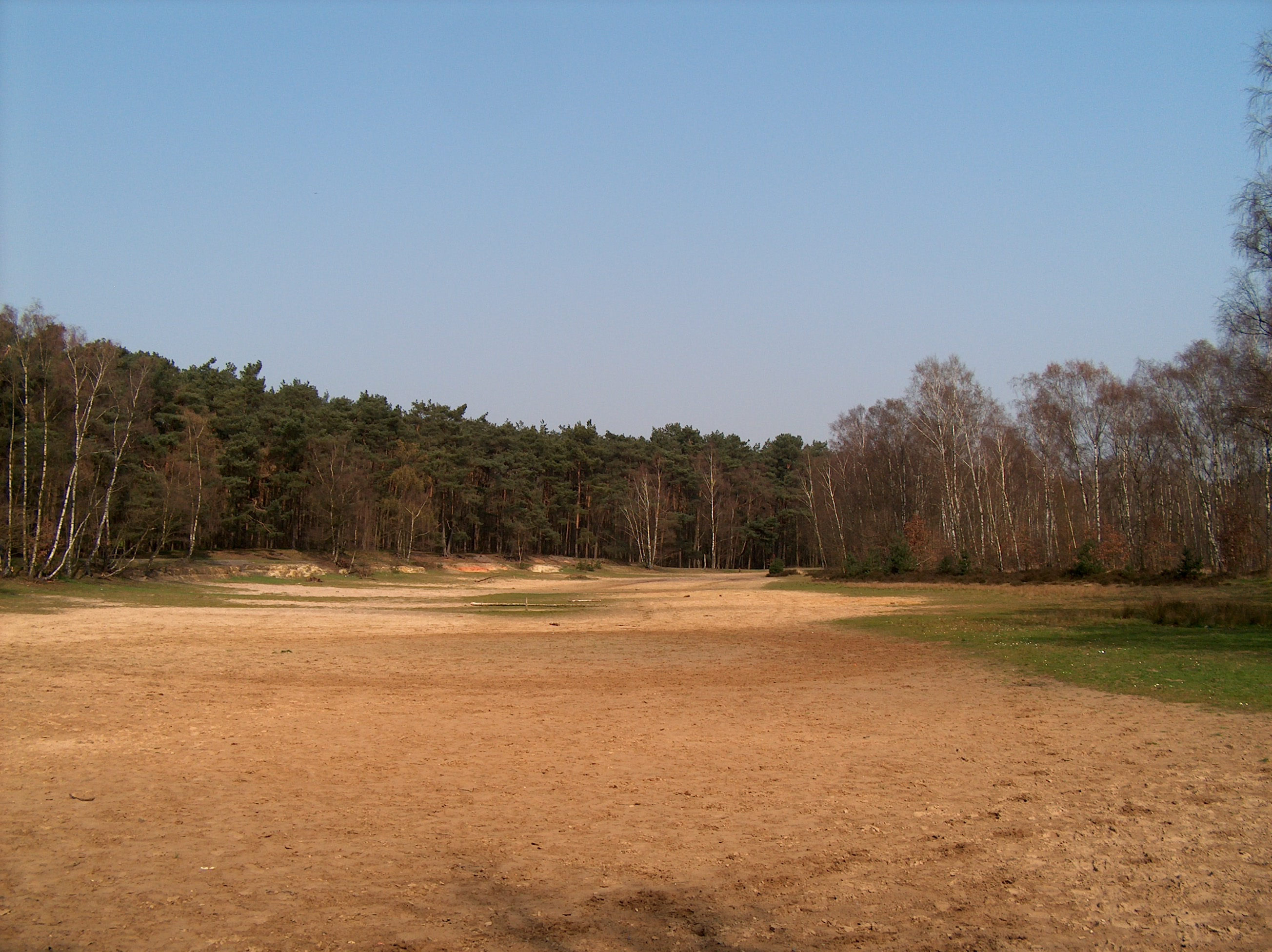
Mer de Sable
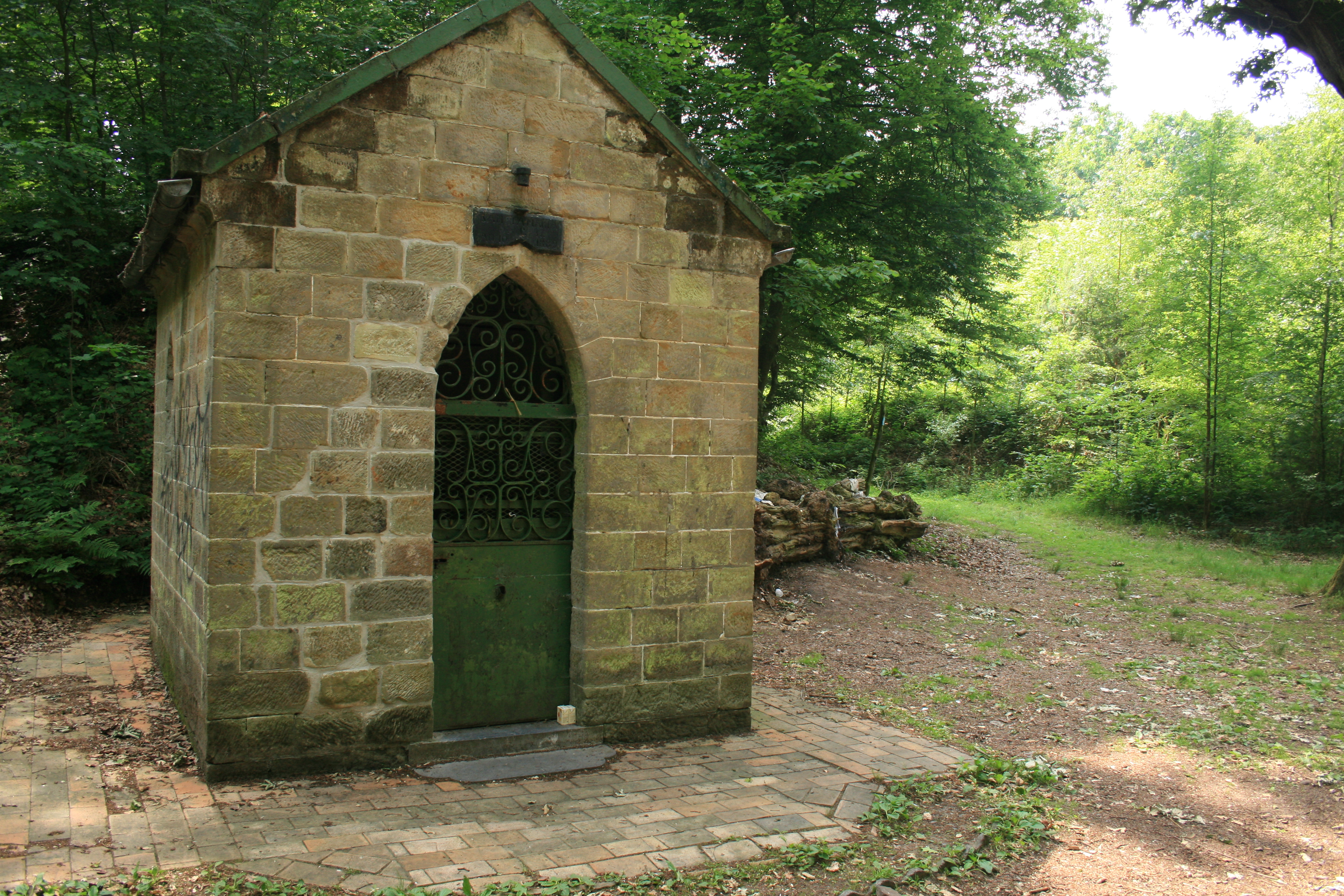
Kapel van l'Arc-au-Puche
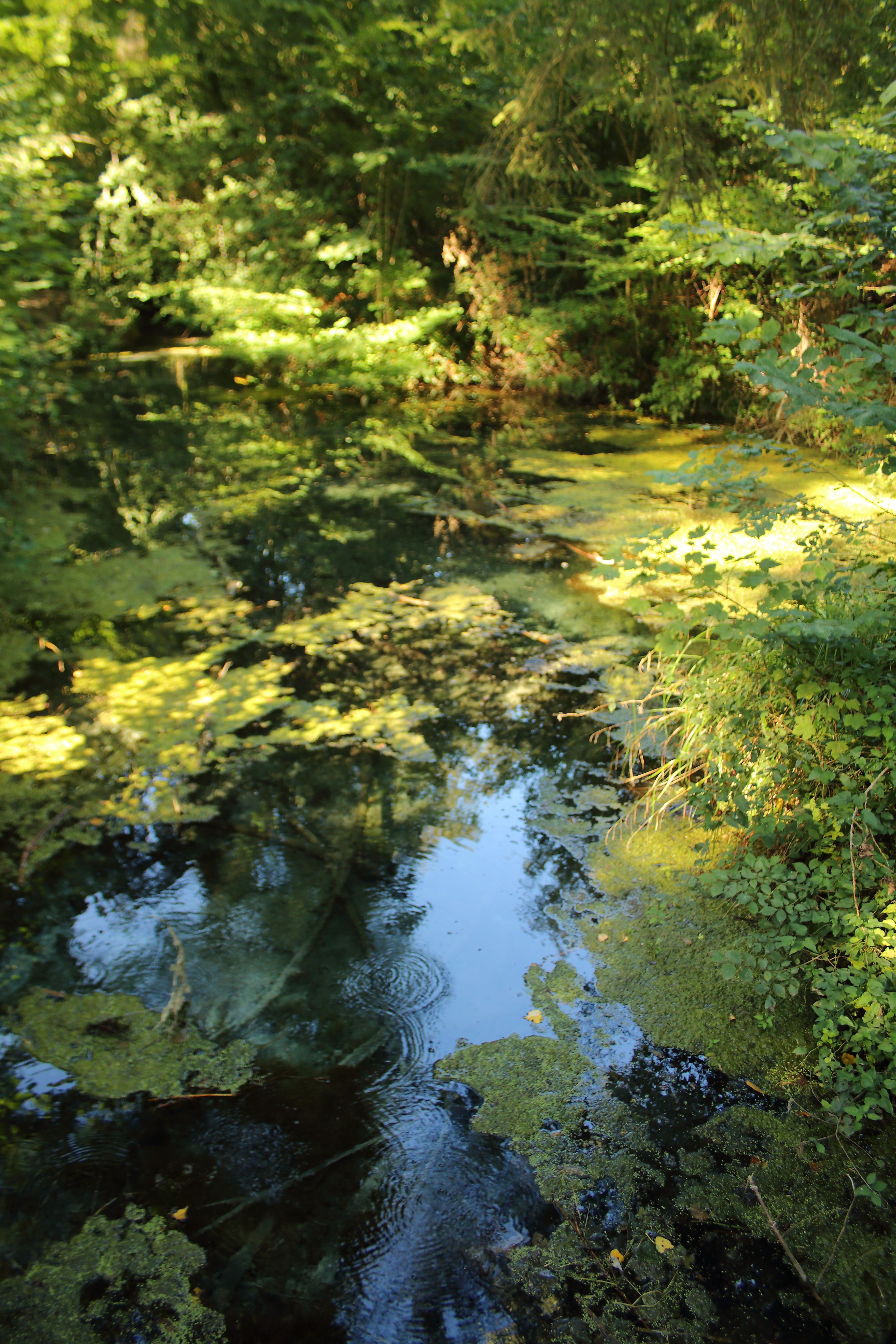
'La fontaine bouillante'
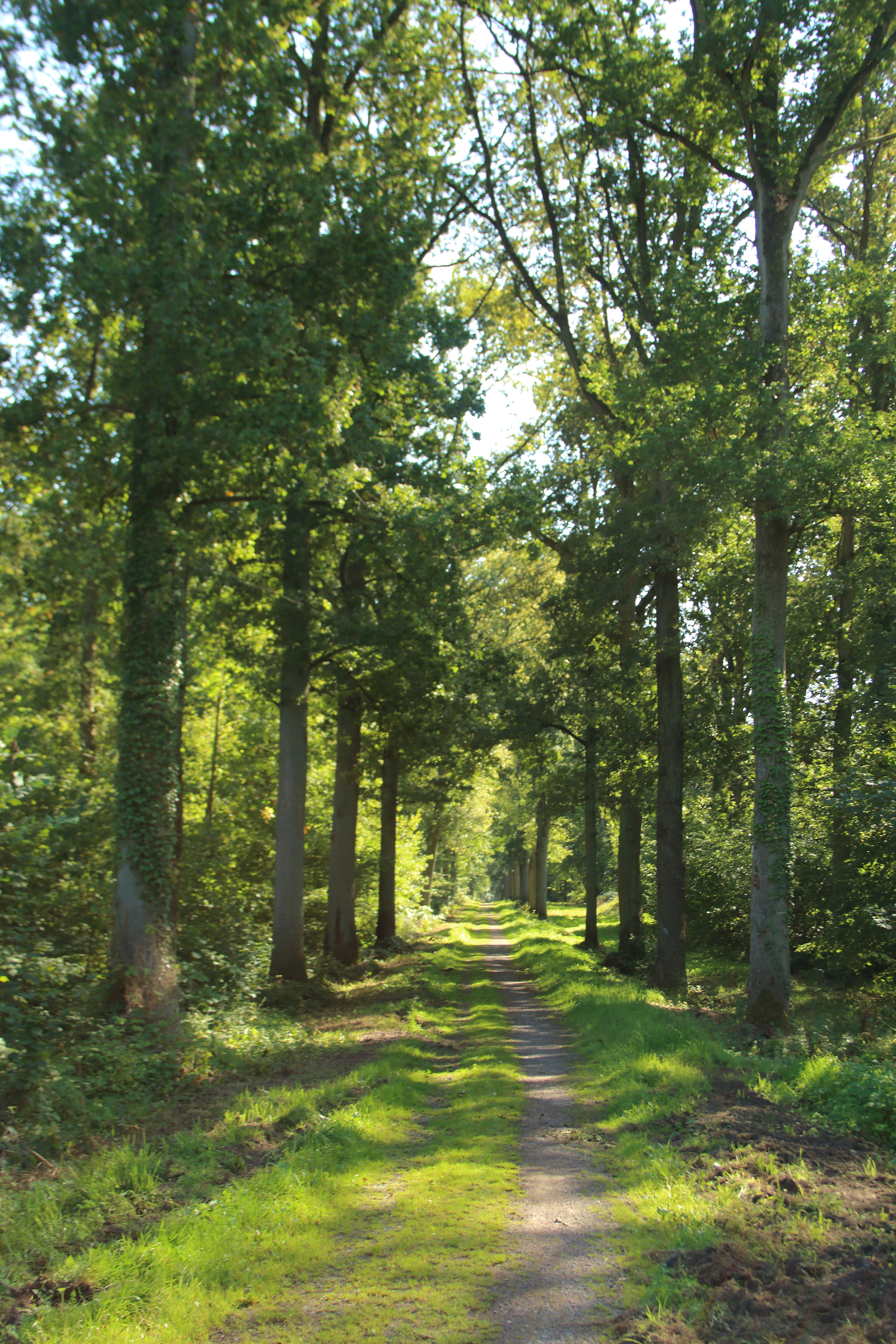
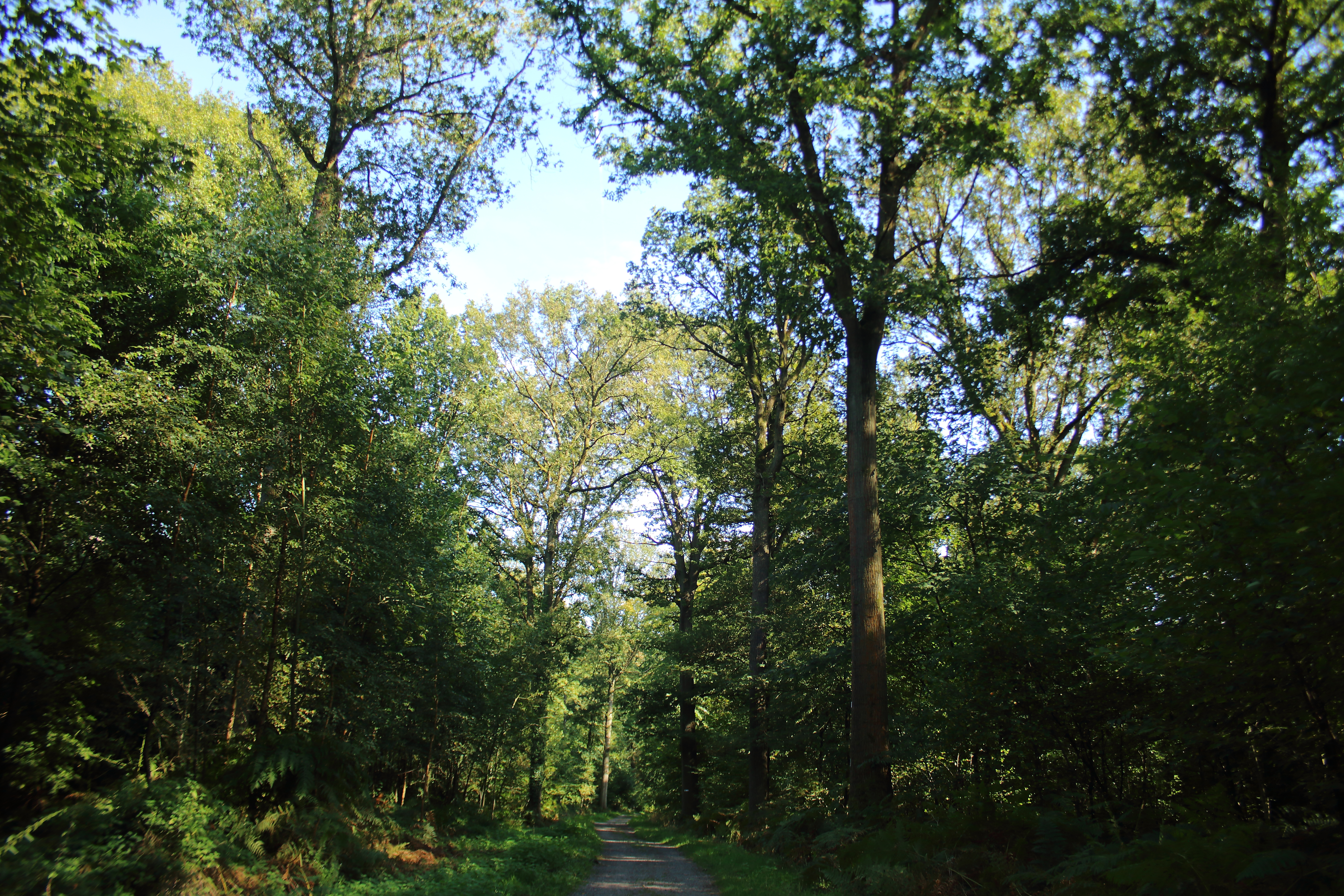
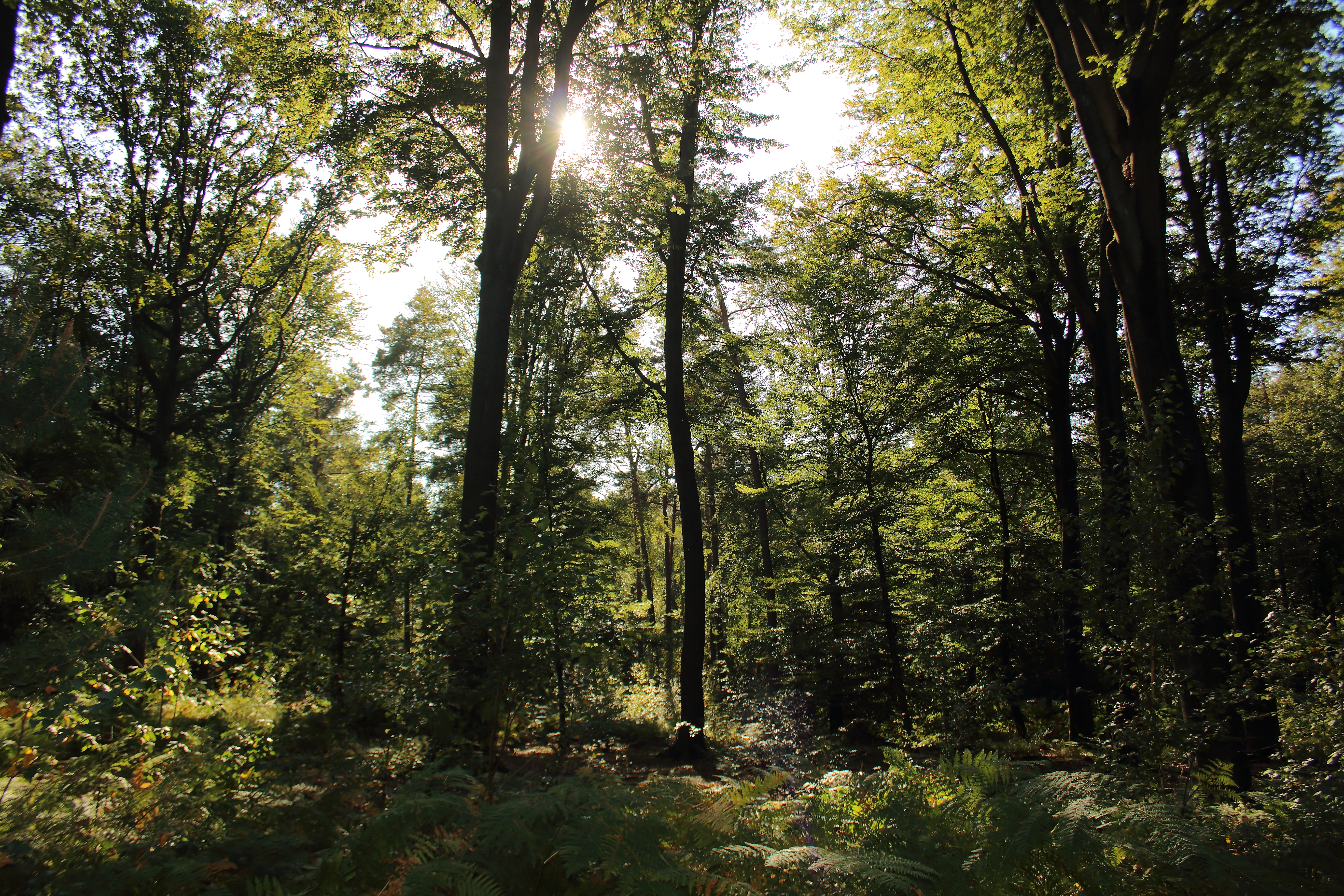